# تاریخ کلیسای کاتولیک

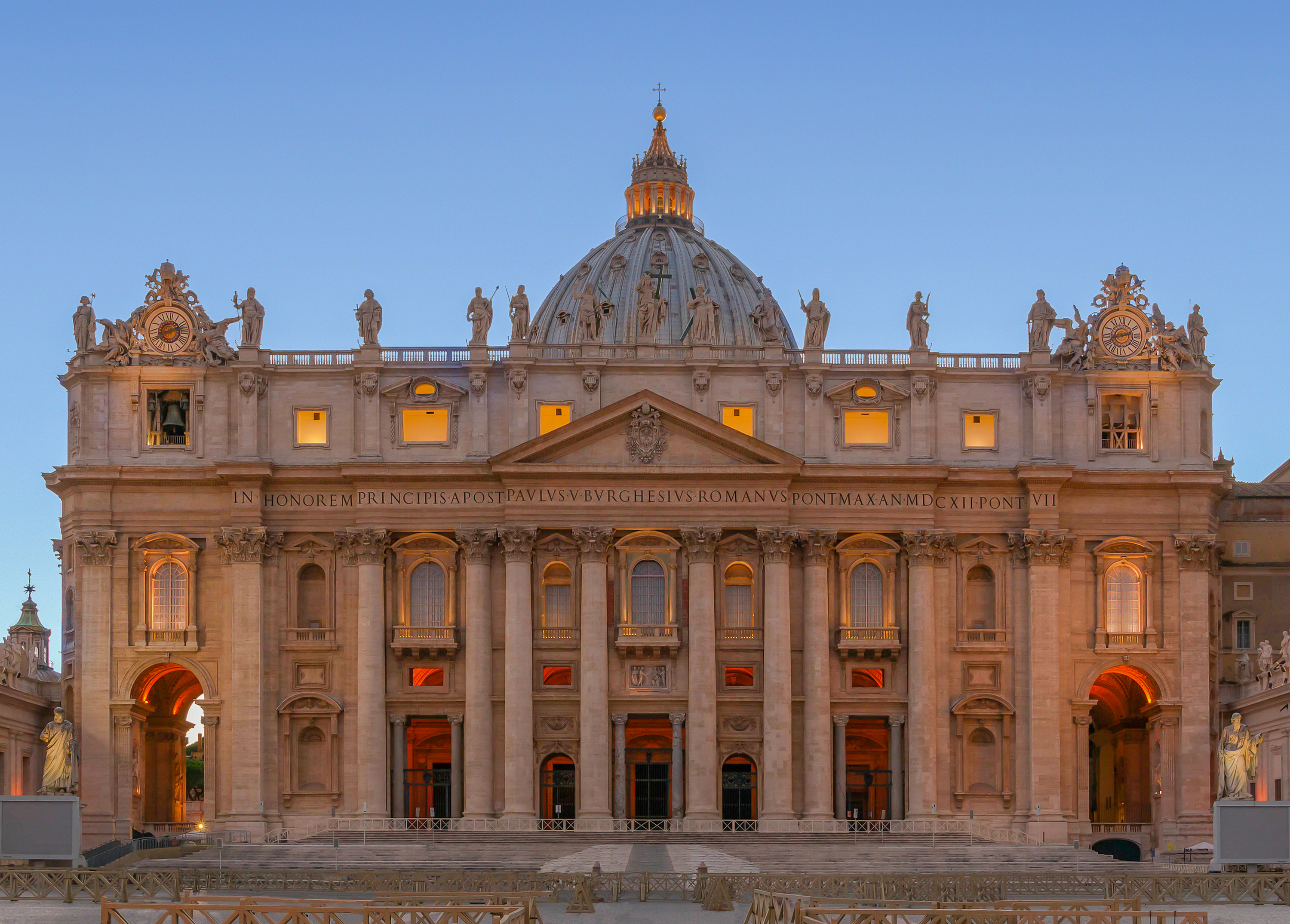
کلیسای سن پیترو ،واتیکان

تاریخ کلیسای کاتولیک به شکل‌گیری، وقایع تاریخی و دگرگونی‌های متأثر بر کلیسای کاتولیک در طول زمان اشاره دارد.
کلیسای کاتولیک براین باوراست که این نهاد با عیسی مسیح و آموزه‌های او آغاز شد (بین ۴ سال قبل از میلاد تا سال ۳۰ میلادی). سنت کاتولیک معتقد است که کلیسای کاتولیک ادامه‌دهنده جامعه مسیحی اولیه توسط شاگردان عیسی است. کلیسا اسقف‌های خود را جانشینان حواریون عیسی و رهبر کلیسا، اسقف رم (همچنین به عنوان پاپ شناخته می‌شود)، را تنها جانشین سنت پیتر می‌داند که در روم در قرن اول پس از میلاد پس از انتصاب خود توسط عیسی به عنوان خلافت رسولی به جامعه مسیحی خدمت کرد. با این حال در پایان قرن دوم میلادی، اسقف‌ها برای حل مسائل اعتقادی و خط مشی، اجتماع در کلیساهای منطقه ای را آغاز کردند.
در قرن اول با همه آزارها به دلیل درگیری با دولت بت‌پرست روم، مسیحیت در سراسر امپراتوری اولیه روم گسترش یافت. در سال ۳۱۳، آزار و شکنجه‌ها با فرمان میلان و قانونی شدن مسیحیت توسط امپراتور کنستانتین اول کاهش یافت. در سال ۳۸۰، تحت فرمانروایی تتئودئوس یکم، مسیحیت با فرمان تسالونیکی، فرمان امپراتور، دین رسمی امپراتوری روم شد. که تا سقوط امپراتوری روم غربی (امپراتوری غرب)، و بعداً، با امپراتوری بیزانس (امپراتوری روم شرقی)، تا فتح قسطنطنیه ادامه داشت. در طول این مدت، هفت شورای جهانی اول، بر اساس گفته یوسبیوس پنج منطقه اصلی (حوزه‌های قضایی در داخل کلیسای کاتولیک) در نظر گرفته شد: یوسیبوس قیصریه، پاپ روم، پاتریارک کلیسای قسطنطنیه، پاتریارک انطاکیه، پاتریارک اورشلیم و اسکندریه، معروف به پنج‌پایه.
نبرد تولوز در ۷۲۱ جمعیت مسیحیان را در برابر ارتش خلافت اموی حفظ کرد، اگرچه خود روم در سال ۸۵۰ ویران شد و قسطنطنیه نیز محاصره گردید. در قرن یازدهم، روابط تیره بین کلیسای یونانی‌زبان در شرق و کلیسای لاتین زبان در غرب، تا حدی به دلیل درگیری بر سر قدرت پاپ، به جدایی شرق و غرب تبدیل شد. جنگ صلیبی چهارم و غارت قسطنطنیه توسط صلیبیان متجاوز آخرین دشمنی را ثابت کرد. قبل و در طول قرن ۱۶، کلیسا درگیر فرایند اصلاح کاتولیک یا اصلاح متقابل بود. در قرون بعدی، کاتولیک گرایی علیرغم کاهش تسلط بر جمعیت اروپایی به دلیل رشد پروتستانتیسم و همچنین شک‌گرایی دینی در عصر روشنگری و پس از آن، به‌طور گسترده‌ای در سراسر جهان گسترش یافت. در شورای دوم واتیکان در دهه ۱۹۶۰ مهمترین تغییرات در نظامنامه شیوه‌های کلیسای کاتولیک از شورای ترنت که مربوط به ۴ قرن قبل بود مورد تجدید نظر اساسی قرار گرفت.

## پیشینه
طبق آموزه‌های سنتی، کلیسای کاتولیک توسط عیسی مسیح تأسیس شد. عهد جدید فعالیتها و تعلیمات عیسی ، انتصاب دوازده حواریون و دستورات وی برای ادامه کار را تأیید می‌کند. کلیسای کاتولیک صریحاً اشاره دارد که ورود روح القدس بر حواریون، در رویدادی که به عید پنجاهه یا پنطیکاست معروف است، آغاز خدمت عمومی کلیسا را نشان می‌دهد. کاتولیک‌ها معتقدند که سنت پیتر اولین اسقف روم، لینوس را به عنوان اسقف بعدی انتخاب کرد، بنابراین خط بی وقفه‌ای از پطرس و لینوس تا پاپ فعلی، پاپ فرانسیس شکل گرفته‌است؛ یعنی کلیسای کاتولیک خلافت رسولی را با تعیین جانشین سنت پیتر حفظ می‌کند.
در گزارش اعترافات پطرس در انجیل متی، اعتقاد بر این است که مسیح، پطرس را به عنوان سنگی که کلیسای مسیح بر روی آن ساخته خواهد شد، تعبیر می‌کند. در حالی که برخی از محققان معتقدند پطرس اولین اسقف روم بود، برخی دیگر می‌گویند که نهاد پاپ به این ایده وابسته نیست که پیتر اسقف رم بوده یا حتی در رم بوده‌است. بسیاری از محققان بر این باورند که ساختار کلیسایی متعدد در رم تا اواسط قرن دوم، زمانی که ساختار یک اسقف واحد توسط پیشگامان تصویب شد، وجود داشت.

## سازماندهی اولیه

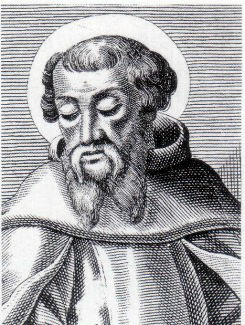
یک تصویر حکاکی شده از ایرنئوس کشیش و الهی‌دان و اسقف لیون در روم باستان

شرایط در امپراتوری روم گسترش ایده‌های جدید کلیسای کاتولیک را تسهیل کرد. راه‌ها و مسیرها امکان سفر راحت‌تر را فراهم می‌کرد، دولت ساکنان، به ویژه ساکنان مناطق شهری، را به یادگیری زبان یونانی تشویق کرده بود و زبان رایج باعث می‌شد ایده‌ها به راحتی بیان و درک شوند. در اطراف دریای مدیترانه بیش از ۴۰ جامعه مسیحی تا ۱۰۰ نفر بوجود آمدند. اگرچه بیشتر اینها در امپراتوری روم بودند، اما جوامع مسیحی قابل توجهی نیز در ارمنستان، ایران و در امتداد ساحل مالابار هند ایجاد شد. دین جدید بیشترین موفقیت را در مناطق شهری داشت و ابتدا در میان برده‌ها و افراد دارای موقعیت اجتماعی پایین و سپس در میان زنان اشراف گسترش یافت.
در ابتدا، مسیحیان در کنار یهودی‌ها به عبادت ادامه می‌دادند، که مورخان آن را مسیحیت یهودی می‌نامند، اما در بیست سال پس از مرگ عیسی، روز یکشنبه به عنوان اولین روز عبادت در نظر گرفته شد. هنگامی که مبلغانی مانند پولس رسول شروع به تغییر دین غیر یهودیان کردند، مسیحیت از شیوه‌های یهودی دور شد تا خود را به عنوان یک دین جداگانه معرفی کند، هرچند مسئله پولس و یهودیت امروزه هنوز مورد بحث است. برای حل اختلافات اعتقادی بین جناح‌های رقیب، حوالی سال ۵۰ حواریون اولین شورای کلیسا، شورای اورشلیم را تشکیل دادند. این شورا تأیید کرد که غیریهودیان می‌توانند بدون اتخاذ تمام قانون موسی مسیحی شوند. تنش‌های فزاینده به زودی منجر به جدایی شدیدتری شد برای مثال در زمانی که مسیحیان از پیوستن به شورش بارکوخبا در سال ۱۳۲ امتناع کردند برخی از گروه‌های مسیحیت تعامل با یهودیان را حفظ کردند.
به گفته برخی از مورخان و محققان، کلیسای اولیه مسیحی بسیار سست سازماندهی شده بود و در نتیجه تفسیرهای متفاوتی از باورهای مسیحی ایجاد شد. تا پایان قرن دوم، جوامع مسیحی برای اطمینان از سازگاری بیشتر در آموزه‌های خود، سلسله مراتب منظم‌تری ایجاد کرده بودند و اسقف مرکزی دارای قدرت بر روحانیون در شهر خود بود در این برهه سازمان کلیسا شروع به تقلید ساختاری از امپراتوری کرد. اسقفان در شهرهای مهم سیاسی از قدرت بیشتری بر اسقف‌های شهرهای مجاور برخوردار بودند. کلیساهای آنتیاک، اسکندریه و روم دارای بالاترین مقام بودند. از قرن دوم، اسقف‌ها اغلب در کلیساهای منطقه گرد هم می‌آمدند تا مسائل اعتقادی و خط مشی را حل کنند.
این آموزه توسط مجموعه‌ای از متکلمان و معلمان تأثیرگذار، که در مجموع به عنوان پدران کلیسا شناخته می‌شوند، تصحیح شد. از سال ۱۰۰ به بعد، مسیحیت اولیه ارتدوکس و علمای ارتدوکس مانند اگناتیوس انطاکی و ایرنئوس تعلیم کاتولیک را در تضاد شدید با موارد دیگر مانند گنوسیسم تعریف کردند. از سوی دیگر آموزه‌ها و سنت‌ها تحت تأثیر دفاعیات دینی مانند پاپ کلمنس یکم، ژوستین شهید و آگوستین در کلیسای کاتولیک تثبیت شد.

## آزار و شکنجه‌ها
بر خلاف اکثر ادیان در امپراتوری روم، مسیحیت از پیروان خود خواسته بود تا از همه خدایان دیگر دست بردارند، عملی که از یهودیت گرفته شده‌است. امتناع مسیحیان از پیوستن به جشن‌های مرسوم رومیان بت‌پرست به این معنا بود که آنها نمی‌توانند در بسیاری از آئین‌های اجتماعی و دینی شرکت کنند، که این عمل باعث شد غیر مسیحیان-از جمله مقامات دولتی-از این ترس داشته باشند که این روش مسیحیان خدایان را عصبانی کرده و در نتیجه صلح و رفاه امپراتوری مورد تهدید قرار بگیرد. علاوه بر این، صمیمیت خاص جامعه مسیحی و محرمانه بودن در مورد انجام اعمال مذهبی باعث ایجاد شایعاتی مبنی بر گناه کاری مسیحیان در رابطه جنسی و آدم‌خواری شد. آزار و شکنجه‌های ناشی از این رفتارها از سوی مقامات دولتی و مردم غیر مسیحی و یهودی، هرچند معمولاً محلی و پراکنده بود، تا زمانی که مسیحیت در قرن چهارم قانونی نشد، ادامه داشت. مجموعه ای از آزار و شکنجه‌های متمرکزتر بر مسیحیان در اواخر قرن سوم فزونی گرفت، چرا که بحران‌های نظامی، سیاسی و اقتصادی امپراتوری روم، همگان را بر این باور رهنمون کرد که توسط خدایان مغضوب شده‌اند. از این پس بود که به همه ساکنان دستور داده شد که مسیحیان را قربانی کنند تا مجازات شوند. یهودیان تا زمانی که مالیات پرداخت می‌کردند از این دستور معاف بودند. برآورد تعداد مسیحیان اعدام شده از چند صد تا ۵۰٬۰۰۰ متغیر است. بسیاری فرار کردند یا اعتقادات خود را کنار گذاشتند. اختلاف نظرها در مورد این که کلیساها چه نقشی در سرنوشت این مرتدین باید داشته باشند منجر به انشعابات دوناتیست و نواتیانیست گردید.
علیرغم این آزارها، تبلیغ مسیحیت انجیلی ادامه یافت و منجر به فرمان میلان شد که مسیحیت را در سال ۳۱۳ قانونی کرد و در سال ۳۸۰ مسیحیت به دین رسمی امپراتوری روم تبدیل شد.

## اواخر دوران باستان

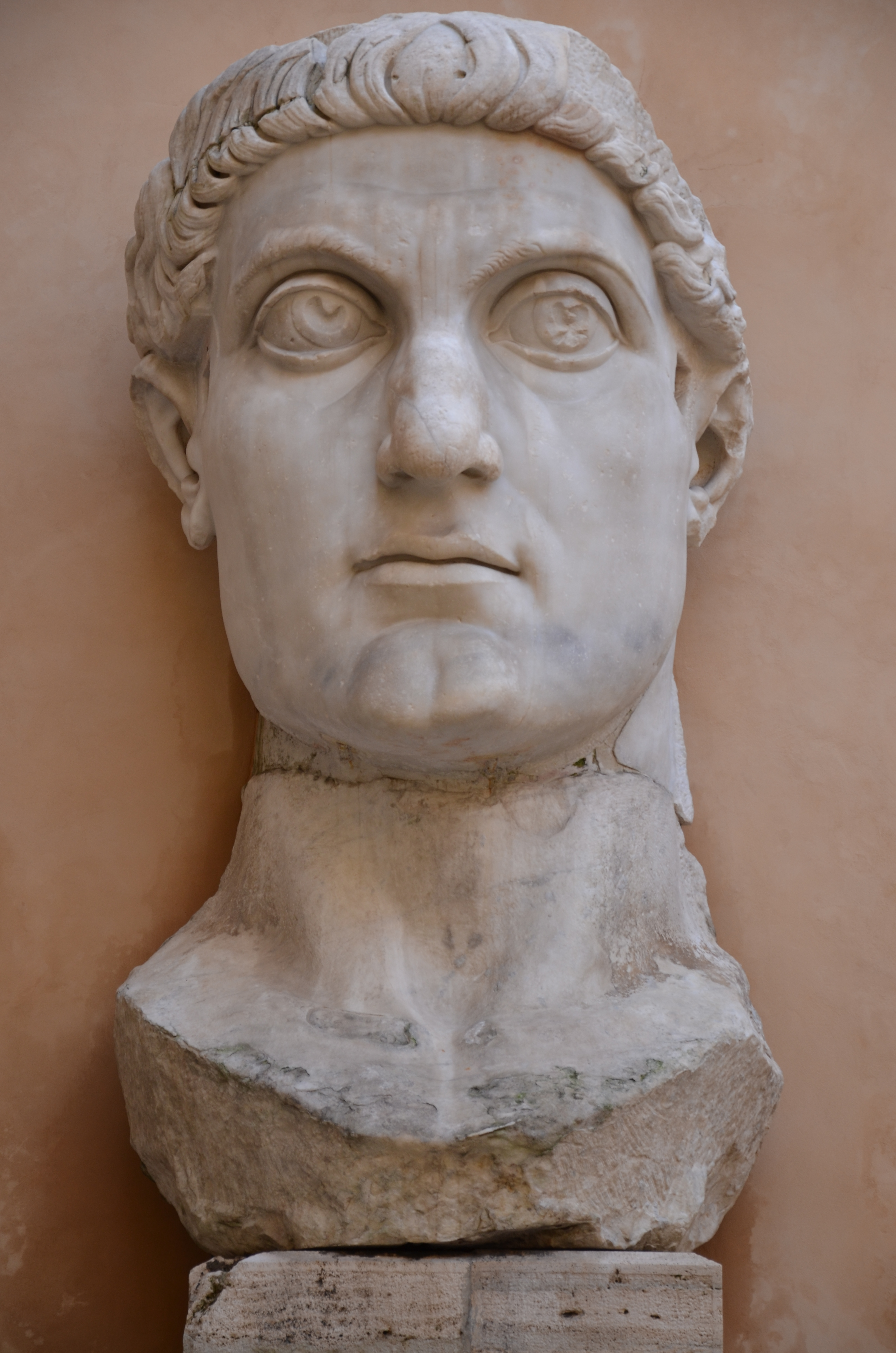
امپراتور کنستانتین اول حقوق کلیسا را در سال ۳۱۵ قانونی کرد.

هنگامی که کنستانتین در سال ۳۱۲ عهده‌دار امپراتوری روم غربی شد، پیروزی خود را به خدای مسیحی نسبت داد. بسیاری از سربازان ارتش او مسیحی بودند و ارتش او پایگاه قدرت او بود. او با لیسینیوس (امپراتوری بیزانس)، فرمان میلان را صادر کرد که تحمل همه ادیان را در امپراتوری الزامی می‌کرد. این فرمان تأثیر کمی بر نگرش مردم داشت. قوانین جدیدی برای برخی از باورها و اعمال مسیحی تدوین شد. بیشترین تأثیر کنستانتین بر مسیحیت حمایت او بود. او هدایای زیادی از زمین و پول به کلیسا داد و معافیت‌های مالیاتی و سایر شرایط قانونی ویژه را به اموال و خادمان کلیسایی ارائه کرد. مجموع این هدایا باعث شد کلیسا تا قرن ششم بزرگترین مالک زمین در غرب شد. بسیاری از این هدایا از طریق مالیات شدید بر فرقه‌های بت‌پرست تأمین می‌شد. برخی از فرقه‌های بت‌پرست به دلیل کمبود بودجه مجبور به انحلال شدند. وقتی این اتفاق افتاد، کلیسا نقش قبلی فرقه را در مراقبت از فقرا بر عهده گرفت. یک تغییر مهم در این دوره تن‌پوش روحانی‌های مسیحی بود. روحانیان در انعکاس افزایش جایگاه خود در امپراتوری، لباس خاندان سلطنتی، را انتخاب کردند.
در زمان فرمانروایی کنستانتین، تقریباً نیمی از کسانی که خود را مسیحی معرفی کردند حقیقتاً مسیحی نبوند. کنستانتین می‌ترسید که تفرقه باعث نارضایتی خدا شود و امپراتوری را دچار مشکل کند، بنابراین اقدامات نظامی و قضایی را برای از بین بردن برخی فرقه‌ها انجام داد. برای حل اختلافات دیگر، کنستانتین اقدام به تأسیس شورای سراسری مسیحیت برای تعیین تفاسیر الزام‌آور آموزه کلیسا کرد.
تصمیماتی که در شورای نخست نیقیه (۳۲۵) دربارهٔ الوهیت مسیح اتخاذ شد منجر به تفرقه گردید. در همین هنگام دین جدید، آریانیسم در خارج از امپراتوری روم شکوفا شد. در تقابل با این اتفاق تا حدودی برای متمایز شدن از آریانیسم‌ها، ارادت کلیسای کاتولیک به مریم بسیار برجسته‌تر از قبل جلوه‌گری کرد. که این روند نیز منجر به شکاف‌های بیشتری درون جامعه مسیحیت گردید.
در سال ۳۸۰، جریان اصلی مسیحیت - برخلاف آریانیسم - دین رسمی امپراتوری روم شد. در سال ۳۸۵، مرجع قانونی جدید کلیسا باعث شد تا اولین استفاده از مجازات اعدام به عنوان مجازات بر بدعت گذارمسیحی، یعنی پریسیلیان، اعلام شود.
در این دوره، کتاب مقدس به‌طور رسمی در مجامع کلیساها از طریق فرایند مقدس‌سازی رسمی به تثبیت رسید. طبق برخی روایات، در سال ۳۸۲ شورای روم ابتدا رسماً کتاب مقدس را به رسمیت شناخت و کتابهای مورد قبول عهد عتیق و عهد جدید را فهرست کرد و در سال ۳۹۱ ترجمه لاتینی ولگاته کتاب مقدس انجام شد. سایر روایات، شورای کارتاژ در سال ۳۹۷ را به عنوان شورایی که قانون کتاب مقدس را به نحوی که امروزه شناخته می‌شود، برشمرده‌اند. شورای افسوس در سال ۴۳۱ ماهیت تجسم عیسی را روشن کرد و اعلام کرد که او، هم انسان کامل است و هم خدا. دو دهه بعد، شورای خلقیدون برتری پاپ رومی را تحکیم بخشید که بر ادامه روابط تنش‌زا میان روم و قسطنطنیه، مقر مسیحیت شرقی افزود. اختلافات تک‌طبیعت‌گرایی در مورد ماهیت دقیق تجسم عیسی نیز باعث ایجاد اولین کلیساهای ارتدوکس شرقی از کلیسای کاتولیک شد.

## اوایل قرون وسطی

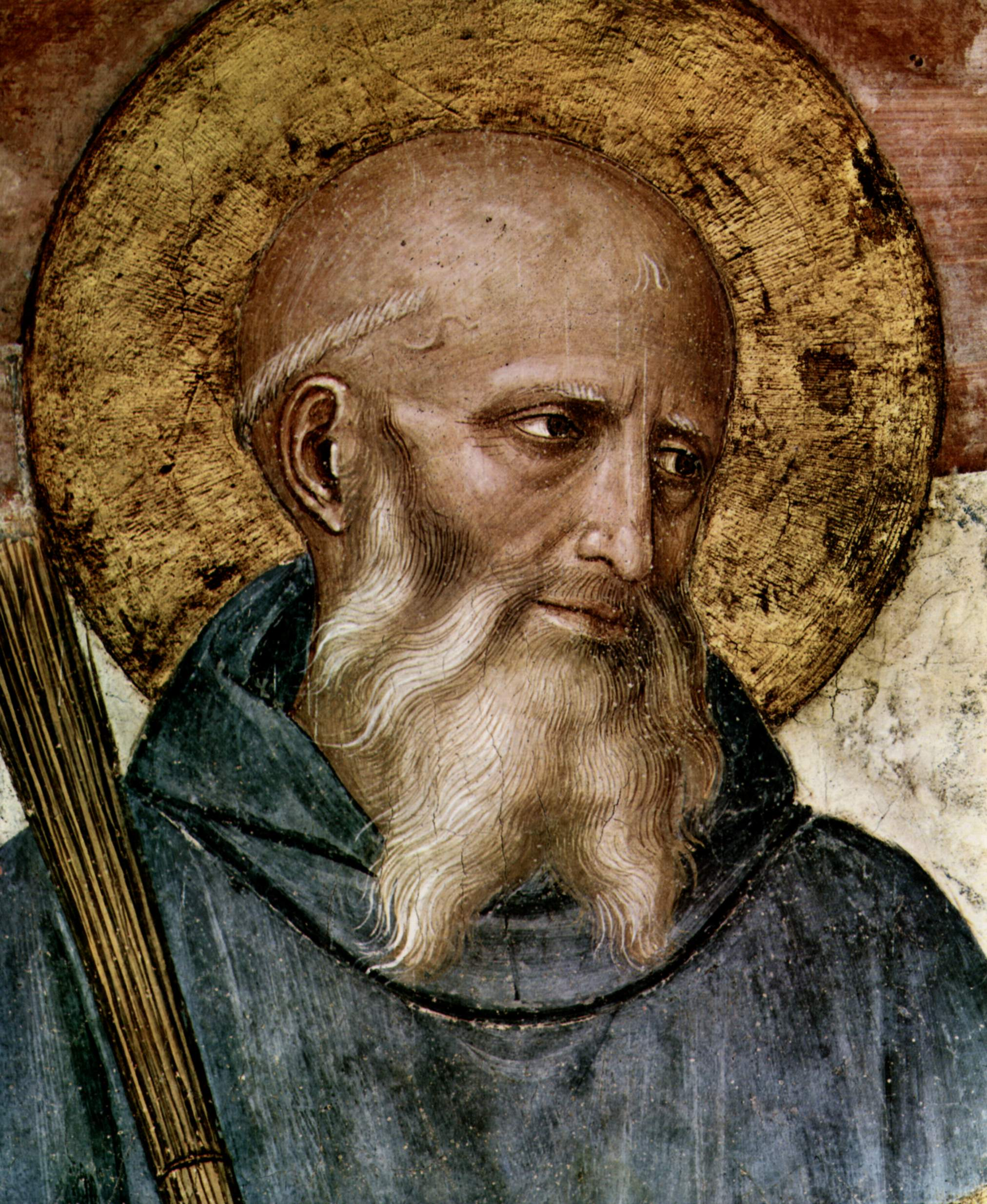
یک دیوارنگاره توسط فرا آنجلیکو بین سال‌های ۱۴۳۷–۴۶ از بندیکت نرسیا پدر رهبانیت غربی و نویسنده کتاب سنت بندیکت.

پس از سقوط امپراتوری روم غربی در سال ۴۷۶، مسیحیت سه‌گانه با آریانیسم برای تبلیغ دین و ارائه آن به قبایل بربر باهم به رقابت پرداختند. در سال ۴۹۶ کلوویس اول، پادشاه بت‌پرست فرانک‌ها، به مسیحیت گروید و این آغاز افزایش مداوم ایمان در غرب بود.
در سال ۵۳۰، بندیکت نرسیا قانون سنت بندیکت خود را به عنوان راهنمای عملی برای زندگی جامعه رهبانی نوشت که پیام آن به صومعه‌های سراسر اروپا رسید. صومعه‌ها با حفظ فرهنگ فکری در مدارس، کتابخانه‌ها و کتابت‌خانه با حفظ هنرهای دستی و مهارت‌های هنری مجاری اصلی تمدن شدند. صومعه‌ها به عنوان مراکز کشاورزی، اقتصادی و تولیدی و همچنین مرکز زندگی معنوی عمل می‌کردند. در این دوره ویزیگوتها و لومباردها از آریانیسم دور شده و به کاتولیک‌ها نزدیک شدند. پاپ گریگوری یکم نقش مهمی در این تغییر و تحولات داشت و ساختارهای کلیسایی و مدیریتی را بر پایه تلاش‌های تبلیغی آغاز کرد. مبلغانی مانند آگوستین کانتربری از رم به سراغ آنگلوساکسون‌ها رفتند، و از راه دیگر در مأموریت هیبرنو اسکاتلندی، کلومبانوس ، سنت بونیفاس، ویلیبرورد، آنسگار و بسیاری دیگر مسیحیت را به شمال بردند. در اروپا گسترش مذهب کاتولیک در بین مردم ژرمن و اسلاو، و در قرن‌های بعد به وایکینگ‌ها و دیگر اسکاندیناوی‌ها رسید. در این گذار تاریخی کلیسای ویتبی در سال ۶۶۴، در ادغام مجدد مسیحیت سلتی در جزایر بریتانیا تأثیرگذار بود.
در اوایل قرن هشتم، تصور نمادین بیزانس (شمشیر بیزانس) به منبع اصلی درگیری بین قسمتهای شرقی و غربی کلیسا تبدیل شد. امپراتوری بیزانس به دلیل نقض ده فرمان، ایجاد و احترام به تصاویر مذهبی را ممنوع کردند. ادیان بزرگ دیگر در شرق مانند یهودیت و اسلام ممنوعیت‌های مشابهی داشتند. پاپ گرگوری سوم به شدت با این بدعت مخالفت کرد. ملکه جدید ایرنه امپراتریس روم شرقی که در کنار پاپ قرار داشت، خواستار تشکیل شورای جهانی شد. در سال ۷۸۷، شورای دوم نیقیه پیام او را به گرمی پذیرفتند. در پایان، ۳۰۰ اسقف، که توسط نمایندگان پاپ آدریان یکم رهبری می‌شدند آموزه‌های پاپ به نفع شمایل و نمادها را پذیرفتند.
با تاجگذاری شارلمانی توسط پاپ لئون سوم در سال ۸۰۰، عنوان جدید وی به عنوان پاتریسیوس رومانوروم و واگذاری کلیدهای مقبره سنت پیتر، پاپ قدرت جدیدی در غرب پیدا کرد. این امر تا حدودی پاپ‌ها را از قدرت امپراتور قسطنطنیه رهایی بخشید، اما باعث ایجاد تفرقه نیز شد، زیرا امپراتورها و پدرسالاران قسطنطنیه خود را فرزندان واقعی امپراتوری روم می‌دانستند که به آغاز کلیسا بازمی‌گردد. پاپ نیکلاس اول از به رسمیت شناختن فوتیوس اول سراسقف کلیسای ارتدوکس شرقی و اسقف اعظم جهانی کنستانتینوپل، که به نوبه خود به پاپ به عنوان بدعت‌گذار حمله کرده بود، امتناع ورزیده بود، زیرا وی فیلیوکه را در مرامنامه خود نگه داشت، که به روح القدس به عنوان خدای پدر و پسر اشاره می‌کرد. موقعیت پاپ از طریق این اتحاد جدید تقویت شد، اگرچه در دراز مدت مشکل جدیدی را برای پاپ‌ها ایجاد کرد.

## بعد از قرون وسطی

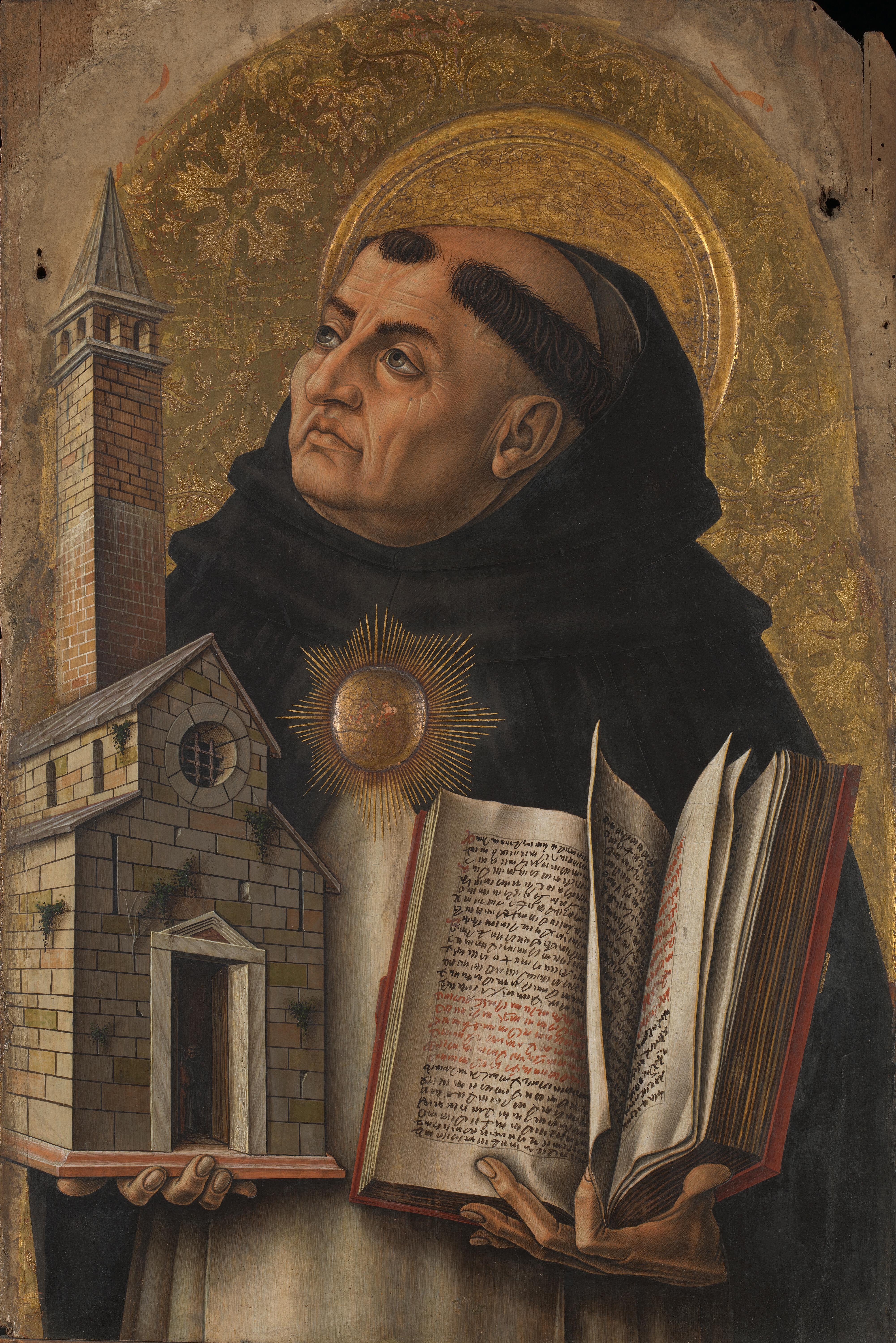
توماس آکویناس، مشهورترین متکلم کلیسای کاتولیک، مدخل الهیات را نگاشت که یک دستاورد فکری کلیدی در ترکیب تفکر ارسطویی و انجیل بود.

اصلاحات کلونیکی صومعه‌ها که در سال ۹۱۰ آغاز شد، راهبان را تحت کنترل مستقیم پاپ قرار داد و نه تحت کنترل اربابان فئودال، بنابراین این منش منبع اصلی فساد را از بین برد. این روند باعث تجدید بزرگ رهبانی شد. صومعه‌ها و کلیساهای جامع هنوز تقریباً در همه مدارس و کتابخانه‌ها فعالیت می‌کردند و اغلب به عنوان موسسات اعتباری برای رشد اقتصادی نیز عمل می‌کردند. پس از سال ۱۱۰۰، برخی از مدارس قدیمی کلیسای جامع برای آموزش پیشرفته به مدارس راهنمایی پایین و مدارس عالی تقسیم شدند. ابتدا در بولونیا، سپس در پاریس و آکسفورد، بسیاری از این مدارس عالی تبدیل به دانشگاه شدند و نیاکان مستقیم موسسات آموزشی مدرن غربی شدند. در اینجا بود که متکلمان برجسته برای توضیح ارتباط بین تجربه انسانی و ایمان کار کردند. توماس آکویناس، مشهورترین این متکلمان، مدخل الهیات را نگاشت که یک دستاورد فکری کلیدی در ترکیب تفکر ارسطویی و انجیل بود. مشارکت رهبانی درجهان غرب شامل آموزش متالورژی، معرفی محصولات جدید، نت‌نویسی و ایجاد و حفظ ادبیات بود.
در طول قرن یازدهم ،جدایی شرق و غرب برای همیشه اتفاق افتاد. این اختلاف بر سر این بود که کدامیک از کلیساهای قسطنطنیه یا روم صلاحیت مدیریت بر کلیسای سیسیل را دارند. مجادله‌ای فرسایشی که در سال ۱۰۵۴ منجر به تکفیر متقابل شد. شاخه غربی (لاتین) مسیحیت از آن پس به عنوان کلیسای کاتولیک شناخته شد، در حالی که شاخه شرقی (یونانی) به عنوان کلیسای ارتدوکس معروف بود. دومین شورای لیون (۱۲۷۴) و شورای فلورانس (۱۴۳۹) هر دو نتوانستند این جدایی را ترمیم کنند. برخی کلیساهای شرقی از آن زمان به بعد با کلیسای کاتولیک متحد شده‌اند و برخی دیگر ادعا می‌کنند که هرگز از ارتباط با پاپ خارج نشده‌اند. به‌طور رسمی، این دو کلیسا در انشعاب باقی مانده‌اند، اگرچه تکفیر متقابل در سال ۱۹۶۵ برداشته شد.
در قرن یازدهم، مناقشه اعطای مقام بین امپراتور و پاپ بر سر حق انتصاب در کلیسا به وقوع پیوست، اولین مرحله اصلی مبارزه بین کلیسا و دولت در قرون وسطی اروپا با پیروزی پاپ همراه بود، اما با تقسیم ایتالیایی‌ها بین گوئلف‌ها و گیبلین‌ها اختلاف‌ها به تدریج پاپ را تضعیف کرد. کلیسا همچنین با ممنوعیت ازدواج‌های خویشاوندی تا درجه هفتم، سعی کرد تا بیشتر ازدواج‌ها را کنترل کند. بر اساس این قوانین، تقریباً همه ازدواج‌های بزرگ نیاز به اخذ مجوز داشتند. قوانین در سال ۱۲۱۵ به درجه چهارم کاهش یافت (در حال حاضر فقط درجه اول توسط کلیسا ممنوع است - به عنوان مثال، مرد نمی‌تواند با دختر خوانده خود ازدواج کند).
پاپ اوربان دوم اولین جنگ صلیبی را در سال ۱۰۹۵ آغاز کرد هنگامی که درخواست الکسیوس اول امپراتور بیزانس را برای جلوگیری از حمله ترکیه پاسخ داد. اوربان همچنین معتقد بود که یک جنگ صلیبی ممکن است به آشتی با مسیحیت شرقی کمک کند. با گزارش‌هایی از ستم‌های مسلمانان علیه مسیحیان، نخستین جنگ صلیبی در ۱۰۹۶ آغاز شد. آنها قصد داشتند سرزمین مقدس را به کنترل مسیحیان بازگردانند. هدفی که به‌طور دائمی محقق نشد و وحشی‌گری‌های فراوانی توسط نیروی نظامی هر دو طرف انجام شد و در تاریخ ثبت گردید، که میراث بی‌اعتمادی متقابل بین مسلمانان و مسیحیان غربی و شرقی را به جا گذاشت. غارت قسطنطنیه در جریان جنگ صلیبی چهارم کام مسیحیان شرقی را تلخ کرد، با وجود این واقعیت که پاپ اینوسنت سوم هرگونه حمله‌ای را صریحاً ممنوع کرده بود. در سال ۲۰۰۱، پاپ جان پل دوم از مسیحیان ارتدوکس به خاطر گناهان کاتولیک‌ها از جمله غارت قسطنطنیه در سال ۱۲۰۴ عذرخواهی کرد.